# Землетрясение в уезде Джагсамка (2022)
Землетрясение в уезде Джагсамка магнитудой 6,6 или 6,8 произошло 5 сентября 2022 года в 12:52:19 по местному времени. Эпицентр находился в 226 км от города Чэнду. 93 человека погибли, 423 получили ранения и 25 были объявлены пропавшими без вести. Более 13 000 домов были повреждены или разрушены. Это было самое крупное землетрясение в провинции с 2017 года.

## Тектоническая обстановка
Сычуань расположен в сложной зоне разлома, созданной продолжающимся столкновением Индийской плиты с Евразийской плитой. По мере того, как тектоническое движение в Гималаях продолжается, кора Евразийской плиты деформируется и поднимается, образуя Тибетское нагорье. Вместо того, чтобы разрушаться на юг, Тибетское нагорье приспосабливается к деформации через ударно-скользящую тектонику побега. Большое количество ударно-скользящего движения приспосабливается через крупные разломы и их участки вдоль плато, такие как разлом Алтын Таг, разлом Куньлунь, разлом Хайюань и системы разломов Сяньшуйхэ. Левостороннее ударно-скользящее движение выдавливает блоки земной коры Тибетского нагорья наружу, заставляя его двигаться на восток. Между тем, ударно-скользящее движение также приводит к расширению плато с востока на запад, в результате чего нормальные разломы ломаются внутри утолщённой коры.
В континентальном масштабе сейсмичность Центральной и Восточной Азии в целом является результатом северного сближения Индийской плиты с Евразийской плитой. Сближение двух плит обеспечивается поднятием Азиатского нагорья и движением материала земной коры на восток от возвышенного Тибетского нагорья. За последние 20 лет 25 других землетрясений M5.0+ произошли в пределах 200 км от события 5 сентября 2022 года. Большая часть этой сейсмичности связана с афтершоками предыдущих разрушительных землетрясений на западной окраине бассейна Сычуань. Это событие происходит к юго-западу от кластера сейсмичности после землетрясения M6.6 20 апреля 2013 года, в результате которого погибло 196 человек. Землетрясение M7.9 12 мая 2008 года произошло недалеко от сентябрьского события и привело к гибели более 87 000 человек, что делает его одним из самых разрушительных землетрясений в новейшей истории.

## Землетрясение
Землетрясение составило 6,8 балла по шкале магнитуды поверхностных волн на глубине 16 км (9,9 мили). По шкале магнитуды W-фазы (Mww) землетрясение измерялось 6,6; она также была измерена в момент величины 6,7 (Mw). По данным Геологической службы США, землетрясение произошло в результате мелкого разлома на западной окраине бассейна Сычуань. Землетрясение произошло либо на SSE-NNW, крутом левостороннем разломе WSW, либо на ударе WSW-ENE, вблизи вертикального погружающегося правостороннего разлома. Расположение и чувство движения согласуются с движением по левосторонней системе разломов Сяньшуйхэ или рядом с ней, которая простирается на 350 км (220 миль). Многие разломы в этом регионе связаны с конвергенцией материала земной коры, медленно движущегося от высокого Тибетского нагорья на запад, против сильной коры, лежащей в основе бассейна Сычуань и юго-восточного Китая.
Эксперты из Управления землетрясений провинции Сычуань заявили, что землетрясение произошло вблизи разлома Мокси, сегмента юго-восточной зоны разлома Сяньшуйхэ. Они добавили, что маловероятно, что вблизи эпицентра произойдёт более крупное землетрясение, но афтершоки будут продолжаться. Зона разлома Сяньшуйхэ представляет собой большой активный левосторонний разлом, определяющий границу между блоками Баян Хар и Сычуань-Юньнань. Он произвёл разрушительные землетрясения в 1786 (M7.75), 1816 (M7.5), 1850 (7.5), 1893 (M7.0), 1904 (M7.0), 1923 (M7.3), 1948 (7.3), 1955 (M7.5), 1973 (M7.6), 1981 (M6.9) и 2014 (M6.3). С 1786 года вдоль разлома Мокси не было зарегистрировано ни одного землетрясения M7.0+. Он проходит с севера на юг между Кандином и Шимянем. Разлом считался потенциальным источником крупных землетрясений из-за отсутствия таковых с 1786 года.
Благодаря предварительному анализу данных о волнах тела и методам сейсмической инверсии было установлено, что разрыв произошёл на расстоянии 20 км (12 миль) × 25 км (16 миль) вдоль разлома. Большая часть сейсмического момента была выпущена в течение первых 10 секунд после начала разрыва, который затем распространился на юго-запад. Зарегистрировано не менее 2 715 афтершоков на глубинах 5-15 км (3,1-9,3 мили) и распределены вдоль северо-северо-западного тренда. Самый сильный афтершок измерял mb 4.8.

## Последствия
Землетрясение произошло в провинции Сычуань, когда действовал локдаун из-за COVID-19. Засуха и жара повлияли на водоснабжение и электроснабжение из-за зависимости провинции от гидроэнергетики. Ранее два землетрясения в июне стали причиной по меньшей мере четырёх смертей.

## Жертвы
По меньшей мере 88 человек погибли и более 400 получили ранения, в том числе 75 в критическом состоянии. Ещё 30 человек остаются пропавшими без вести. Провинциальные чиновники сообщили о 50 погибших и 170 раненых в уезде Лудин (префектура Ганзи). Среди погибших были три сотрудника парка Национального геологического парка Хайлуогу. Станция наблюдения и эксперимента альпийских экосистем горы Гунга, исследовательский центр, частично рухнула. По данным Китайской академии наук, один аспирант погиб, трое получили ранения и ещё 14 человек не пострадали. Большинство жертв были связаны с разрушением домов, а некоторые были погребены оползнями, когда они шли по дорогам. Некоторые получили незначительные травмы из-за камнепадов. Восемь человек из округа получили медицинскую помощь в Западно-Китайском медицинском центре в Чэнду.
Ещё 38 человек в уезде Шимянь (префектура Яань) погибли и 89 получили ранения; включая шесть погибших и 11 раненых, о которых сообщалось в Каоке; 24 погибших и 27 раненых в Ванганпине; Семь погибших и ещё семь раненых в Синьмине. В Синьмяне 33 человека получили ранения. Пять человек получили ранения в уезде Ханьюань. Пострадавшие проходили лечение в больнице.

## Повреждения
Предварительная оценка ущерба показала, что 243 дома рухнули и ещё 13 010 были повреждены. Два объекта общественной инфраструктуры были разрушены, а 142 были повреждены. Землетрясение также разрушило четыре отеля и повредило ещё 307. Провалы склонов привели к обрушению дорог. Семь малых и средних гидроэлектростанций были сильно повреждены. Пострадали и системы водоснабжения. Многие города и села были повреждены в той или иной степени. Предварительные отчёты указывают на то, что в городах Мокси и Яньцзыгоу отключены услуги связи. В Детуо оползни серьёзно повредили многие дома. Дороги были повреждены в Ленгмоане.
Землетрясение, вызванное землетрясением, присвоило максимальную сейсмическую интенсивность (CSIS) IX над горным северо-западным районом провинции. CSIS VI ощущался на площади 13 011 км² (5 024 кв. Миль) 580 000 человек. Землетрясение ощущалось в нескольких сотнях километров в Чанше, провинция Хунань, и Сиане, провинция Шэньси. По сообщениям, тряска в Лудинге была настолько сильной, что люди сталкивались с трудностями, пытаясь оставаться в живых.
В уезде Лудин участок шоссе 211 провинции Сычуань был погребён под оползнем, в то время как другой был заблокирован камнепадами. Эти дороги были немедленно расчищены чиновниками. Многие дома в Детуо были повреждены и произошли оползни. Дороги были сильно повреждены, поэтому спасателям пришлось добраться до города на лодках. Несмотря на то, что плотины и гидроэнергетические сооружения не пострадали, повреждённые линии электропередач затронули 43 158 клиентов. Около 55 км (34 мили) оптических кабелей и 289 станций связи были повреждены, прервав системы связи в 35 000 домов. Девять электрических подстанций остались неработающими, а три повреждены. По меньшей мере 57 электрических кабелей передачи отключились. Более 200 человек оказались в ловушке в Национальном геологическом парке Хайлуогу. Тысячи людей оказались в ловушке, когда оползень заблокировал слияние рек Даду и Ваньдун, образовав озеро. Жители, проживающие ниже по течению, были эвакуированы. Утром 6 сентября озеро вылилось из берегов, сбрасывая воду со скоростью 150-200м3 (5 300-7 100 куб. футов)/с. Двенадцать часов спустя скорость снизилась до 10-15м3 (350—530 кубических футов)/с.

## Меры реагирования
Раннее предупреждение о землетрясении было активировано через четыре секунды после начала основного толчка. Жители Кандина, в 53 км (33 мили), получили предупреждение за семь секунд до того, как произошла тряска. В Яане и Чэнду было дано 20 секунд и 50 секунд предупреждения соответственно. Эти предупреждения транслировались через громкоговорители, мобильные телефоны и телевизоры. Генеральный секретарь Коммунистической партии Китая Си Цзиньпин попросил местных чиновников «сделать спасение жизней первоочередной задачей, сделать все возможное для спасения людей в пострадавших от стихийных бедствий районах и свести к минимуму гибель людей». Ли Кэцян, премьер Госсовета, призвал к «быстрой оценке ситуации, а также к всесторонним усилиям по спасению и лечению».
Сотрудники по чрезвычайным ситуациям из округа Лудинг были направлены в округ для проверки жертв и оценки ущерба. Должностные лица препятствовали въезду транспортных средств на Китайское национальное шоссе 318, чтобы обеспечить разблокировку дорог для спасателей. Железнодорожные перевозки, включая C6633, D1919 и G8792, эксплуатируемые China Railway Chengdu Group, были задержаны для проверки повреждений. Пострадавшим пассажирам были возвращены деньги.
Министерство по чрезвычайным ситуациям и Национальный комитет по уменьшению опасности бедствий выпустили чрезвычайные меры реагирования на чрезвычайные ситуации уровня IV в этом районе. Более 6 500 аварийно-спасательных сотрудников из Ганьцзы, Чэнду, Дэян, Лэшань, Яань, Мэйшань и Цзыян были отправлены в эпицентр. Кроме того, было развёрнуто 370 пожарных машин и строительных машин, девять спасательных вертолётов, три беспилотника и 31 спасательное оборудование.
В Мокси сотрудники Сычуаньской лесной пожарной команды спасли оказавшихся в ловушке жителей из-под завалов и перевезли раненых через реку. Не менее 50 человек, получивших ранения, обратились за помощью. Сотрудники экстренных служб вытащили более 30 человек, оказавшихся в ловушке под обломками. Спасателям пришлось копаться в обломках вручную, так как спасательное оборудование не могло пройти через узкие проходы.
Спасатели вытащили трёх выживших и одно тело из-под обломков рухнувшего отеля в Мокси. Спасатели также обнаружили выживших, оказавшихся в ловушке под рухнувшим мостом в Детуо. Все 219 человек, ранее находившихся в ловушке более 50 часов в Национальном геологическом парке Хайлуогу, были успешно эвакуированы в Мокси на вертолёте.
Пожарные использовали резиновые лодки, чтобы добраться до пострадавших деревень. В деревнях Зиячан и Ваньдун были эвакуированы 17 человек. Пожарные также наблюдали за запруженным озером и предупреждали жителей об эвакуации. Спасатели эвакуировали более 900 жителей в Цинганпине, деревне недалеко от Мокси, которой угрожала быстрая вода. Местные власти были обеспокоены возможностью новых оползней, образующих бассейны воды в реках в других местах. Официальные лица заявили, что масштабы ущерба на реке Даду остаются неизвестными, но контролируются. Позже река была разряжена, но пострадавшие жители уже эвакуировались.

## Влияние ограничений COVID-19 на эвакуацию
Когда произошло землетрясение, жители Чэнду, которые пытались покинуть свои дома, обнаружили, что выходы в эти здания заперты. В соответствии с ответными мерами Китая на нулевой COVID и строгими правилами локдауна, многоквартирные дома были заперты, чтобы держать жителей в помещении. Видео этих инцидентов, где испуганные жители были заперты из своих квартир, распространились в Интернете и вызвали гнев среди пользователей сети. В ответ Комиссия по здравоохранению Чэнду заявила, что «приоритет должен быть отдан защите жизни населения в случае землетрясений, пожаров, наводнений и других бедствий».
Командование префектуры Ганзи по чрезвычайным ситуациям в связи с новой эпидемией коронарной пневмонии опубликовало заявление на WeChat, чтобы предотвратить местную эпидемию в пострадавшем от стихийного бедствия районе. В заявлении говорится, что спасатели должны были представить отрицательный сертификат теста на нуклеиновые кислоты в течение 24 часов и зелёный код здоровья. Спасатели также должны были убедиться, что они не едут в города с случаями COVID-19. Спасатели должны будут пройти инспекцию на контрольно-пропускных пунктах, прежде чем проводить спасательные миссии. Власти ввели на пострадавший участок временные ограничения, запретив вход общественности. Выжившие регулярно проверялись на COVID-19 каждый день и должны были раскрывать свою историю поездок, регистрируя своё местоположение в мобильном приложении. Жители района также должны были представить документы об одобрении местным властям перед въездом.